# Pristimantis hybotragus
Pristimantis hybotragus es una especie de anfibio anuro de la familia Craugastoridae.

## Distribución
Esta especie es endémica del departamento de Valle del Cauca en Colombia. Habita entre los 10 y 920 m de altitud en la llanura del Pacífico y en la vertiente occidental de la Cordillera Oriental.

## Publicación original
- Lynch, 1992 : Two new species of Eleutherodactylus from southwestern Colombia and the proposal of a new species group (Amphibia: Leptodactylidae). Journal of Herpetology, vol. 26, n.º 1, p. 53-59.[5]